# Kirche Germau

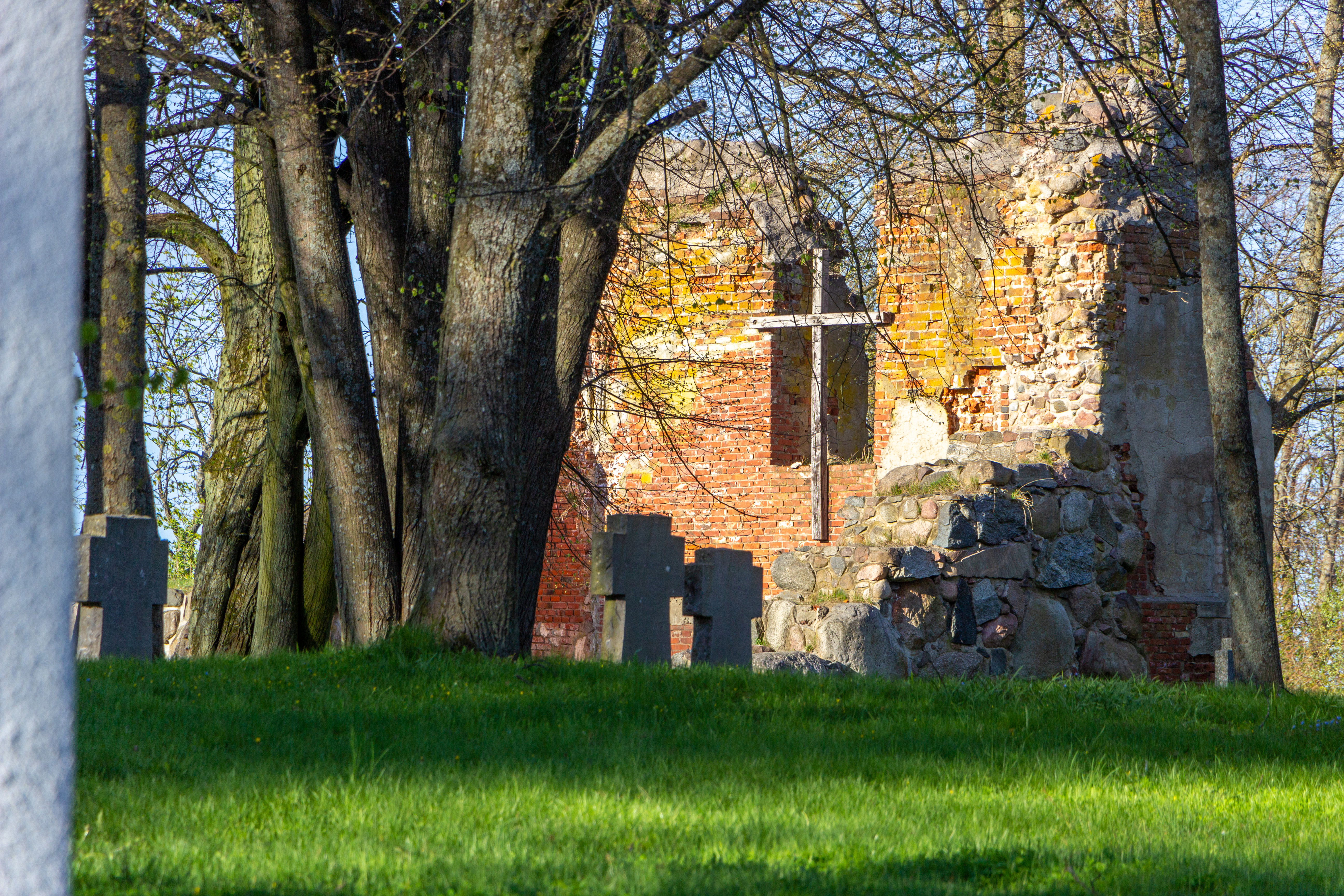
Ruine um 2023

Die Kirche in Germau (russisch Кирха Гермау Kircha Germau) war ein Feldstein- und Backsteinbau aus der Zeit des Deutschen Ordens. Die Kapelle der Deutschordensburg wurde integriert und erweitert. Von dem seit der Reformation evangelischen Gotteshaus sind nur noch spärliche Ruinenreste vorhanden. Das kleine ostpreußische Dorf Germau heißt heute Russkoje und liegt in der Oblast Kaliningrad der Russischen Föderation.

## Geographische Lage
Das bis 1946 Germau, heute  Russkoje genannte Dorf gehörte bis 1945 zum samländischen Kreis Fischhausen (1939 bis 1945 Landkreis Samland) und ist heute eine Siedlung innerhalb der Krasnotorowskoje selskoje posselenije (Landgemeinde Krasnotorowka (Heiligenkreutz)) im Rajon Selenogradsk (Kreis Cranz). Der Ort liegt an der russischen Fernstraße A 192, 15 Kilometer nördlich von Primorsk (Fischhausen) und fünf Kilometer südöstlich der Ostseestadt Jantarny (Palmnicken). Russkoje ist Bahnstation an der nicht mehr regelmäßig befahrenen Bahnstrecke von Primorsk über Donskoje (Groß Dirschkeim) nach Lesnoje (Warnicken), der Endstation der früheren Samlandbahn.
Der Standort der Germauer Kirche befindet sich südöstlich der Fernstraße A 192 im Süden des Geländes der deutschen Kriegsgräberstätte.

## Kirchengebäude
Die Pfarrkirche in Germau war Teil einer um 1270 errichteten Deutschordensburg. Die später zum Chor der Kirche umgestaltete Burgkapelle war der ursprüngliche gottesdienstliche Raum, erweitert um den Remter, was zu einer unregelmäßigen Anlage der Fenster führte. Um Chor und Kirchenschiff blieb ein Wehrgang erhalten. Als Baumaterial fanden bis zur Höhe des Wehrgangs Feldstein, darüber Backstein unter dickem Putz Verwendung.
Im Jahre 1565 wurde der Turm errichtet, und nachdem in diesen 1596 der Blitz eingeschlagen hatte, vereinte man die Kapelle mit dem Remter zu dem bis 1945 genutzten Kirchengebäude.
Das Kirchenschiff war mit einem dreijöchigen hölzernen Kreuzgewölbe überdeckt. 1919 wurden die Schildbögen mit Szenen aus der Leidensgeschichte Jesu bemalt. In dieser Zeit war bis auf den zur Kirche umgebauten Südflügel kaum noch etwas von der Burg übrig, nachdem sie zuvor noch als Sitz des Bernsteinmeisters genutzt worden war.
Im Jahre 1832 baute man an die Kirche eine Sakristei an, und 1888 wurde das gesamte Gebäude äußerlich von Putz befreit. In den Jahren 1936 bis 1942 erfuhr das Gotteshaus eine Grundsanierung. Dabei entdeckte man 1939 Wandmalereien, deren Entstehungszeit zwischen 1340 und 1360 angesetzt werden konnte, sowie Malereien einer zweiten Schicht vom Ende des 16. Jahrhunderts.
Der Altar von 1610 zeigte in seiner Mitte ein Kreuzigungsbild, und an den geöffneten Seitenflügeln waren die vier Evangelisten zu sehen. Bei geschlossenen Flügeln fanden sich Bilder aus der Leidensgeschichte. Im Jahre 1610 entstand auch die Taufkapelle, während der Taufstein aus Granit bereits aus dem 14. Jahrhundert stammte. Ein alter Beichtstuhl sowie das Gestühl im Kirchenschiff und Chor waren Werke aus dem 17. Jahrhundert. 1673 erfolgte die Bemalung der Gutsempore am Triumphbogen.
Die Orgel fertigte Adam Gottlob Casparini im Jahre 1767, die drei Kirchenglocken stammten aus den Jahren 1751, 1847 und 1854.
Der Zweite Weltkrieg fügte der Germauer Kirche schwere Schäden zu. Während der Kriegshandlungen wurde das Gotteshaus als Feldlazarett genutzt. Noch bis 1988 waren an den übriggebliebenen Wänden des Chores die Einschlaglöcher von Kugeln und Granaten zu sehen. Bei dem jetzt noch erhaltenen Mauerteil der Apsis handelt es sich um den ältesten Bauteil. Die Kellergewölbe unter Kirchenschiff und Turm (sie dienten als Grablege wohl der Gutsherrschaft von Kirpehnen, heute russisch: Powarowka) wurden zugeschüttet. 1993 und 1994 fanden Konservierungsarbeiten an den Mauerresten statt.

## Kirchengemeinde
Bereits im 13. Jahrhundert nutzte die Germauer Bevölkerung die Burgkapelle als Pfarrkirche. Die reformatorische Lehre hielt hier relativ frühen Einzug, und bis 1945 war die Kirche ein evangelisches Gotteshaus. Die Kirchengemeinde mit ihrem weitflächigen Kirchspiel gehörte zuletzt zum Kirchenkreis Fischhausen (heute russisch: Primorsk) innerhalb der Kirchenprovinz Ostpreußen der Kirche der Altpreußischen Union. Bei der Volkszählung im Jahre 1925 zählte die Kirchengemeinde insgesamt 2.735 Gemeindeglieder. Hier amtierte jeweils ein Geistlicher, den sich anfangs Germau mit Kumehnen (heute russisch: Kumatschowo) teilen musste.
Aufgrund von Flucht und Vertreibung der Bevölkerung infolge des Krieges kam das kirchliche Leben im Germauer Kirchspiel zum Erliegen. Im Jahre 1995 errichtete der Verein Memorial ein Ensemble mit einem schwarzen Kreuz in der Mitte der Mauerwand der Kirchenruine – sich passend an die Kriegsgräberstätte anschließend – mit der Widmung: „Zum Gedenken der Verstorbenen des Kirchspiels Germau“.
Heute liegt Russkoje im Einzugsbereich der in den 1990er Jahren neu entstandenen evangelisch-lutherischen Auferstehungskirchengemeinde in Kaliningrad (Königsberg). Sie gehört zur Propstei Kaliningrad der Evangelisch-lutherischen Kirche Europäisches Russland.

### Kirchspielorte
Bis 1945 gehörten zum Kirchspiel der Germauer Pfarrkirche 28 Orte:
| Deutscher Name  | Russischer Name    |
| --------------- | ------------------ |
| Bohnau          | Semljanitschnoje   |
| Annchenthal     |                    |
| Ellerhaus       |                    |
| Gauten          | Putilowo           |
| Germau          | Russkoje           |
| Godnicken       | Tschechowo         |
| Grebieten       |                    |
| Groß Hausenberg |                    |
| (Groß) Powayen  | Blisnezowo         |
| Jouglauken      | Gruschino          |
| Kirpehnen       | Powarowka          |
| Klein Powayen   | Isobilnoje         |
| Korjeiten       | Putilowo           |
| Krattlau        | Sytschowo          |
| Lengniethen     | Schtschorsowo      |
| Lesnicken       | Rakuschino         |
| Linkau          | Tichoretschenskoje |
| Mellies         |                    |
| Nodems          | Okunjowo           |
| Nöpkeim         |                    |
| Panjes          | Ossokino           |
| Polennen        | Kruglowo           |
| Rothenen        | Rakitino           |
| Sacherau        | Morosowka          |
| Saltnicken      | Paraschjutnoje     |
| Spinnerhaus     |                    |
| Trulick         |                    |
| Willkau         | Jenissewo          |

### Pfarrer
Von der Reformation bis 1945 amtierten in Germau 25 evangelische Geistliche:
- NN., bis 1549
- Udalricus Fischer, 1549–1565
- Urban Wecker, ab 1565
- N. Schütz, ab 1570
- Conrad Schwanenmeusel, 1579/1598
- Michael Hogendorphius, 1594–1630
- Friedrich Grünenberg d. Ä., 1630–1674
- Friedrich Grünenberg d. J., 1674–1691
- Christian Fahrenholtz, 1691–1710
- Ernst Friedrich Kesselring, 1710–1763
- Benjamin Friedrich Decker, 1751–1761
- Georg Ludwig Tydäus, 1761–1803
- August Heinrich Bretschneider, 1803–1820
- Friedrich Wilhelm Lange, 1820–1828
- Friedrich Ferdinand Schultz, 1828–1831
- August Wilhelm Wachhausen, 1831–1853
- Johann Gottfried W. Woysch, 1853–1874
- August Theodor Kaminski, 1873–1874
- Jacob Em. P. Steinwender, 1875–1920
- Paul Friedrich Ferdinand Hafke, 1892–1896
- Ferdinand Walter Carl Lubenau, 1902
- Paul Kaschade, ab 1903
- Arthur Bruno Pokern, 1920–1927
- Bruno Franz, 1928–1934
- Joachim Lange, 1934–1945
- Georg Künstler, ab 1941 als 77-jähriger Emeritus

### Kirchenbücher
Von den Kirchenbüchern des Kirchspiels Germau haben sich sehr viele Dokumente erhalten. Sie werden heute im Evangelischen Zentralarchiv in Berlin-Kreuzberg aufbewahrt:
- Taufen: 1667, 1674 bis 1944
- Trauungen: 1691 bis 1944
- Beerdigungen: 1691 bis 1944
- Konfirmationen: 1854 bis 1944
- Kommunikanten: 1903 bis 1944

zum Teil mit Namenslisten versehen.